# Georgi Trajkov
Georgi Trajkov Girovski (Bulgaars: Георги Трайков Гировски) (Itea (Florina), 8 april 1898 - Sofia, 14 januari 1975), was een Bulgaars politicus.
Georgi Trajkov werd in 1919 lid van de Bulgaarse Agrarische Nationale Unie (BANU). Na de bloedige machtsovername van de Democratische Alliantie in juni 1923 nam hij deel aan de opstand van september van dat jaar. Hij werd gevangengezet, maar verkreeg in 1924 amnestie. Trajkov hervatte zijn activiteiten voor de BANU in de regio Varna. Als lid van de linkse factie van de BANU was hij gekant tegen de dictatuur van de kolonels (1934) en die van koning Boris III (1935-1943).
Tijdens de Tweede Wereldoorlog sloot Trajkov zich aan bij het Vaderlands Front, de verzetsbeweging die gedomineerd werd door de Bulgaarse Communistische Partij (BKP). Na de staatsgreep van het Vaderlands Front op 9 september 1944 werd Trajkov voorzitter van de provinciale raad van Varna. In 1945 werd hij lid van het Uitvoerend Comité van de BANU.
Georgi Trajkov was een groot voorstander van samenwerking met de communisten. Na de zuivering van de BANU van anticommunistische elementen werd Trajkov tijdens het 27ste Partijcongres tot eerste secretaris (dat wil zeggen voorzitter) van de partij gekozen, wat hij tot zijn dood in 1975 bleef. Op het 27ste Partijcongres koos de BANU ook voor een procommunistische lijn. Van 11 december 1947 tot 27 november was hij vicepremier en van 11 december 1947 tot 20 juli 1949 was hij minister van Landbouw. Van 27 november 1962 tot 23 april 1964 was hij voorzitter van de Raad van Landbouw.
Van 23 april 1964 tot 7 juli 1971 was hij voorzitter van het Presidium van de Nationale Vergadering (dat wil zeggen staatshoofd) en van 7 juli 1971 tot 27 april 1972 was hij voorzitter van de Nationale Vergadering. Hij was sinds 1971 ook voorzitter van de Nationale Raad van het Vaderlands Front (het Volksfront waarin de massaorganisaties waren ondergebracht).

## Voetnoten
1. ↑  Op 7 juli 1971 werd het voorzitterschap van het Presidium van de Nationale Vergadering vervangen door het voorzitterschap van de Staatsraad, een soort presidentschap.